# Гадяцька спеціалізована школа-інтернат ім. Є. П. Кочергіна
Гадяцька спеціалізована школа-інтернат I—III ступенів імені Є. П. Кочергіна Полтавської обласної ради — спеціалізована школа-інтернат I—III ступенів у м. Гадяч Полтавської області.

## Історія
У 1911—1919 роках в Гадячі діяла чоловіча гімназія. Встановлення радянської влади в Україні змінило статус навчального закладу. У 1919 році гімназія була ліквідована, а в приміщенні діяли трирічні педагогічні курси, згодом перетворені на педагогічний технікум. До 1939 року велася підготовка учителів початкової школи. Основна увага приділялася методиці викладання предметів. Уже на середині 1930-х рр. педагогічний технікум мав високий авторитет. Директор технікуму М. І. Рютін, завуч Н. В. Панченко. При технікумі був заочний відділ, його очолював С. П. Зозуля. Студенти стаціонару навчалися 4 роки, вивчали 20 предметів і проходили педагогічну практику.
Студенти захоплювалися лекціями своїх викладачів, особливим авторитетом користувався викладач історії Любарський. Змістовними і цікавими були вечори відпочинку, концерти, літературні читання. Найбільш визначною подією був приїзд молодого поета П. Тичини. Серед вихованців училища були академік АН України, лауреат Державної премії імені Т. Г. Шевченка (1968 рік) Л. М. Новиченко та уродженець краю, доктор філологічних наук М. А. Жовтобрюх. У зв'язку зі збільшенням кількості студентів педагогічний техніком у 1939—1941 рр. переводять і в інші приміщення міста Гадяча.
У роки Другої світової війни у приміщенні школи була розміщена німецька військова частина.
З 1 вересня 1944 р. по 1 вересня 1945 р. у приміщенні школи перебував шпиталь № 5801 (начальник С. О. Копилова). З осені 1945 до кінця 1946 року розміщувалася артилерійська військова частина, яка була перебазована у місто Баку і там розформована. У 1947—1956 рр. була розташована військова частина 20778, яка готувала водіїв, потім військова частина, яка обслуговувалася будівництво аеродрому в Гадяцькому районі для навчальних польотів військової частини ВПС СРСР м. Миргорода.
23 вересня 1958 р. у відповідь на постанову ЦК КПРС і Ради Міністрів СРСР «Про заходи створення і розвитку шкіл-інтернатів» у м. Гадячі було відкрито школу-інтернат. 213 перших вихованців, учнів 1 — 7 класів, сіли за шкільні парти. Першим директором був призначений Ф. В. Бондаренко, заступником В. В. Павелко. У 1958—1959 рр. школа і гуртожиток розміщувалися в одному приміщенні: на першому поверсі знаходилися класні кімнати, на другому — спальні, в окремій будівлі — майстерні.
Директор школи Ф. В. Бондаренко у минулому був військовим. У школі панував військовий стиль життя і армійська дисципліна. Вихованці мали бездоганний зовнішній вигляд, хорошу фізичну підготовку. Діти трудилися по облаштуванню території школи поряд з педагогами і працівниками технічних служб.
На другому році існування школи-інтернату було повністю завершено її будівництво. 1 липня 1960 р. ввійшли до ладу майстерня зі слюсарним, столярним та швейним цехами, господарський корпус, гуртожиток на 330 чоловік, стадіон.
Відбулися зміни в адміністрації: естафету Ф. В. Бондаренка прийняв П. П. Коломієць. На початку 1962—1963 н.р. директором був призначений Михайло Костянтинович Андрієвський, на цій посаді знаходився 36 років. Організатором усього навчально-виховного процесу стала заступник директора В. В. Павелко.
У перші роки існування школи-інтернату складається ядро педагогічного колективу: В. А. Харченко, М. Ф. Кужим, Н. В. Тяло, А. І. Дзвоник, Н. В. Вовк, Р. М. Гуль, М. О. Євтухова, Е. Ю. Хижняк, К. І. Дусь, Т. В. Бартиш, В. П. Калмикова, Г. М. Тихонович та С. Г. Тихонович, О. Я. Діденко, З. М. Карапетова, В. Д. Потапенко, О. М. Боцула, Р. Л. Губа, О. Ю. Боклаг, В. І. Дев'ятисильна.
У школі працюють гуртки: радіотехнічний, хімічний, шаховий, вишивки, юних художників, філологів, діють спортивні секції, також створюється музей бойової та трудової слави. 28 грудня 1965 року постановою Ради Міністрів Української РСР Гадяцькій середній школі-інтернату Полтавської області присвоєно ім'я Героя Радянського Союзу Є. П. Кочергіна, що загинув при визволенні Гадяча.
Період з 1965 по 1991 р.р. — час досягнення найвищих успіхів колективу у навчальній роботі і виховному процесі. Заклад був учасником республіканської і всесоюзної виставок досягнень народного господарства, 9 разів заносився на обласну дошку пошани. З нагоди 50-річчя утворення СРСР у 1972 році школу-інтернат удостоїли Ювілейного знака ЦК КПРС, Ради Міністрів СРСР, Президії Верховної Ради СРСР, ЦК ВЛКСМ та ЦК профспілок. Таку відзнаку отримали лише дві школи в Україні. Досвід роботи школи за перші 25 років її існування був узагальнений Полтавським обласним відділом освіти. Про будні школи, творчі пошуки педагогів, досягнення розповіли у книзі «Прилучення до життя» М. К. Андрієвський та В. В. Павелко.
В інтернаті працювали три заслужені учителі республіки, один учитель-методист, три старших учителі, три відмінники народної освіти СРСР, 14 нагородженні орденами і медалями Радянського Союзу, 17 відмінників народної освіти УРСР. Серед них орденоносці В. І. Дев'ятисильна та Т. А. Ємець, заслужені вчителі України А. І. Дзвоник та Н. В. Тяло. Справу попередників продовжили Т. М. Євтушенко, Е. І. Бакренєва, Т. В. Мальована, А. Л. Кущенко, З. М. Яковенко, Н. М. Тіщенко, К. І. Калембет, С. М. Прядка, В. В. Михайліченко, Г. І. Титаренко.
Школу відвідали іноземні делегації з Болгарії, Венесуели, Куби, Німецької Демократичної Республіки, Польщі, Чехо-Словаччини. Гостями юних любителів слова стали Дмитро Павличко, Іван Цюпа, Микола Сингаївський, Олесь Гончар, Раїса Іванченко. Дуже цікавою була зустріч з Євгеном Березняком, колишнім розвідником, легендарним «майором Вихорем», відповідальним працівником Міністерства освіти УРСР.
Двічі Герой Радянського Союзу маршал І. Г. Якубовський подарував школі автобус. Діти багато і систематично подорожували у ньому під час зимових, весняних та літніх канікул. Переможці соціалістичного змагання між класами нагороджувалися поїздкою до Москви, Ленінграда, Києва, Бреста, Прибалтики, Волгограда, Краснодона.

## Сучасність
У 1991 році Україна стала незалежною державою. Восени 1992 року відбувся I Всеукраїнський з'їзд педагогічних працівників. Він розробив державну національну Програму «Освіта» (Україна XXI століття), яку протягом кількох місяців активно і зацікавлено обговорювали на всіх рівнях, особливо педагоги-практики.
М. К. Андрієвського підтримують заступники з навчальної роботи А. І. Давиденко, згодом Т. М. Євтушенко, з виховної роботи О. М. Боцула, І. Г. Перепелиця. У 1997 році створюється ліцейний клас фізико-математичного профілю. У грудні 1998 року на 77-му році життя пішов з життя М. К. Андрієвський.
На конкурсній основі Полтавське обласне управління освіти директором школи затверджує В. М. Беседу, директора Великобудищанської сільськогосподарської середньої школи Гадяцького району. Колектив починає працювати над проблемою "Формування і розвиток високоінтелектуальної, свідомої особистості з громадянською позицією, готовою до конкурентного вибору свого місця в житті.
Відбуваються зміни в навчальному процесі, Учні 10 класу мають змогу вибрати профіль навчання: фізико-математичний або суспільно-гуманітарний, клас ділиться на дві підгрупи. Розробляється комплекс документів, що стає нормативно-правовою базою функціонування школи-інтернату: статут школи, положення про раду школи, кодекс учня школи-інтернату, положення про конкурс «Найкращий клас року».
25.08.2003 року школа — інтернат реорганізована в Гадяцьку спеціалізовану школу — інтернат Полтавської обласної ради.
У відповідності з санітарно-технічними та гігієнічними нормами, психологічними особливостями дітей шестирічного віку облаштовується класна кімната для їх навчання, спальні приміщення, ігрова зона. Придбано 2 комп'ютери; стандартний комп'ютерний клас школі подарував голова Полтавської ОДА Є. Ф. Томін.
В. М. Беседа виводить школу на нові горизонти. У 2004 році директору школи присвоєно звання Заслуженого працівника освіти і науки України. У 2004—2005 н.р. у школі працювало 79 педагогів. Традиції школи продовжують Г. М. Степаненко, В. М. Парака, В. П. Чепіга, Т. Ю. Пустовіт, В. Б. Ковтун, Н. О. Чайка, Т. О. Сидоренко, Т. С. Петух, В. Г. Ванда, О. О. Ісметов, С. А. Фесенко, С. В. Ревегук, І. О. Микитенко, Л. М. Солодовник, І. В. Коваль, Н. А. Галушка, В. І. Тарасюк, В. Г. Кобрак, Н. Ф. Кубар, О. В. Каліберда та інші.
Навчальний заклад співпрацює з Полтавським національним технічним університетом ім. Юрія Кондратюка, харківським Національним аерокосмічним університетом ім. Жуковського та Буковинською фінансовою академією.
У школі надаються додаткові освітні послуги: суботня школа для майбутніх першокласників, курси водіїв та курси операторів комп'ютерного набору. Розвиток природних здібностей учнів продовжується у школі боксу, футбольному клубі «Інтер», секції східних єдиноборств «Мотокукай», у гуртках художньої самодіяльності.
Заклад має власний друкований орган — газету «Інтер», яка стала призером Національного конкурсу шкільних газет.
Структурним підрозділом школи-інтернату є з 2004 року дитячий оздоровчий табір «Горизонт» туристичного профілю. У ньому відпочивають учні школи та діти з багатьох районів Полтавської області та інших районів України.
Численні відзнаки, у тому числі пам'ятні дипломи за активну участь та досягнення високих результатів у Всеукраїнському огляді роботи професійних спілок і трудових колективів на найкращу організацію оздоровлення і відпочинку дітей у 2006, 2007, 2008, 2011, 2012, 2014 роках та присвоєння вищої категорії є найкращим підтвердженням успіху табору. З 2004 по 2016 рік його очолювали З. М. Яковенко, О. М. Березенко, Л. С. Момот, Т. О. Сидоренко, О. В. Торяник, О. М. Глік.
У травні 2010 року школу очолила Ольга Григорівна Беседа. Поряд з директором школи О. Г. Беседою працюють заступники В. М. Парака, І. О. Микитенко, Т. В. Филь, С. І. Кібець.
Нині Гадяцька спеціалізована школа-інтернат ім. Є. П. Кочергіна Полтавської обласної ради — навчальний заклад, де здобувають освіту 490 учнів та працюють 85 педагогів. 74 % учнів — діти з малозабезпечених, багатодітних та неповних сімей, діти-сироти, напівсироти, діти, батьки яких позбавлені батьківських прав.

## Досягнення
Гадяцька спеціалізована школа-інтернат — осередок наукового, культурного, суспільного та морального розвитку молодої особистості. Школа увійшла до десятки найкращих серед навчальних закладів Полтавської області, випускники яких продемонстрували найвищі результати ЗНО.
Мета навчального закладу — через взаємодію педагогічного, батьківського та учнівського колективу та націленість на природні здібності дітей виховувати самостійну, цілісну, духовну, розумну і здорову особистість, готову розвиватися і плідно працювати в напрямку розбудови держави.
Гадяцька спеціалізована школа-інтернат має для цього всі передумови: профільне навчання, відмінне матеріально-технічне забезпечення — вільний доступ до інтернату, 8 інтерактивних дощок, комп'ютерне забезпечення бібліотеки, бухгалтерії, методичного та психологічного кабінетів; оснащення найсучаснішими комплектаціями кабінетів біології, математики, фізики, хімії, інформатики, географії, історії та кабінетів іноземних мов (англійської та німецької); постійне поповнення найновішими посібниками, періодичною пресою, таблицями.
Щороку школа займає перше місце у Гадяцькому районі за кількістю переможців міських, обласних та всеукраїнських предметних олімпіад. Учні — переможці та призери Всеукраїнського конкурсу-захисту науково-дослідницьких робіт МАН України, Всеукраїнського конкурсу знавців математики «Кенгуру», фізики «Левеня», інформатики «Бобер», історії «Лелека», англійської мови «Грінвіч» та ін. Особливою популярністю користується Міжнародний конкурс знавців української мови імені Петра Яцика та американсько-українська програма обміну майбутніх лідерів «Flex» (4 учні школи протягом року в рамках програми навчалися в США). Учителі — постійні учасники конкурсу «Учитель року», ставали його учасниками і призерами.
Участь у 2009—2016 рр. у Полтавському обласному конкурсі-фестивалі «Першоцвіт» серед вихованців інтернатних закладів щорічно приносить перемогу в 2-3 номінаціях. Юнацька футбольна команда школи «Інтер» вісім разів поспіль ставали переможцем Всеукраїнського футбольного фестивалю «Даруймо радість дітям».
З грудня 2013 року в Гадяцькій спеціалізованій школі-інтернаті діє оздоровчий комплекс з плавальним басейном, де учні мають можливість вчитися плавати та оздоровлюватися. До переваг плавального басейну належить автоматична комп'ютеризована система фільтрації води, завдяки якій вода проходить за добу багаторазове очищення через фільтр. Оздоровчим комплексом керує О. В. Стороженко, уроки плавання для учнів школи-інтернат проводяться за графіком під керівництвом інструкторів з фізичної культури: В. С. Козаченка та О. В. Іщенка. Організовані також платні групи та оздоровчі години для жителів міста та району, дітей з обмеженими можливостями. Розмір плавального басейну 25×8.5 м, глибина в ньому від 0,9 м до 1,8 м, водонаповнювальність 300 куб.м, температура води 26-28, повітря — 27-30. Басейн обладнаний зручними душовими та роздягальнями.
Успіхи школи 2010—2016 років національного рівня: Школа занесена у книгу «Флагман освіти України» у 2010 та 2015 рр.
III місце у секції Літературна творчість у III етапі захисту науково-дослідницьких робіт у Києві виборола Лупинос Жанна, науковий керівник І. О. Микитенко (2011 р.).
II місце у III етапі захисту науково-дослідницьких робіт у м. Києві зайняла робота «Порівняльний аналіз клімату Гадяча» Мак Аліни, секція кліматології та метеорології, науковий керівник С. А. Фесенко (2013 р.).
Команда школи «Гадяцькі вепри» зайняла I місце у фіналі Всеукраїнської військово-патріотичної дитячо — юнацької гри «Сокіл — Джура», залишивши позаду 26 команд з інших районів України (керівники команди С. М. Прядка, І. М. Москаленко). Склад команди: В. Грицай, О. Бондаренко, М. Буткін, О. Костін, А. Мельник, В.Потапенко, М. Орос, М. Степанович (2015 р.).
I місце у міжнародному конкурсі екологічних проектів зайняв проект М. Ребрика «Забруднення навколишнього середовища газовими свердловинами на Гадяччині» керівник Л. І. Хоменко (2016 р.).
За час існування школи-інтернату її закінчили більше ніж 1800 випускників, серед них академіки, військові, юристи, інженери, лікарі, вчителі, працівники аграрного сектору та ін.
Успіх учнів і випускників школи разом з педагогічним та трудовим колективами об'єднує гасло: «Завжди і скрізь бережи честь школи-інтернату».